# Telefonní seznam

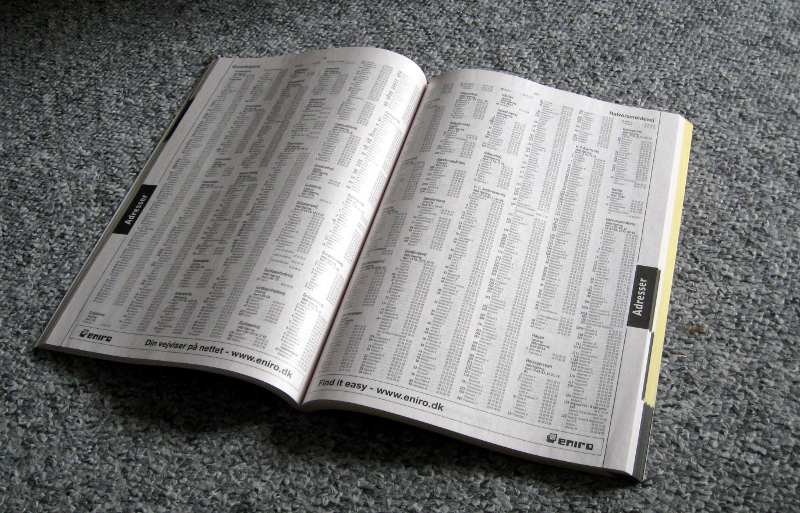
Dánský telefonní seznam

Telefonní seznam je uspořádaná množina kontaktů na telefonní účastníky příslušné telefonní sítě. Obvykle se jedná o katalog telefonních čísel seřazených v logickém uspořádání. Jména účastníků jsou zpravidla doprovázena i jejich adresami, což z telefonního seznamu činí nejznámější typ veřejného adresáře. Telefonní seznamy se objevily krátce po vynálezu telefonu Alexandrem Grahamem Bellem. Nejstarší telefonní seznamy obsahovaly pouze jména účastníků (hovory totiž spojovala na požádání spojovatelka), s rostoucím počtem účastníků a automatizací však byl postupně zaveden systém jednoznačných telefonních čísel.

## Typy seznamů

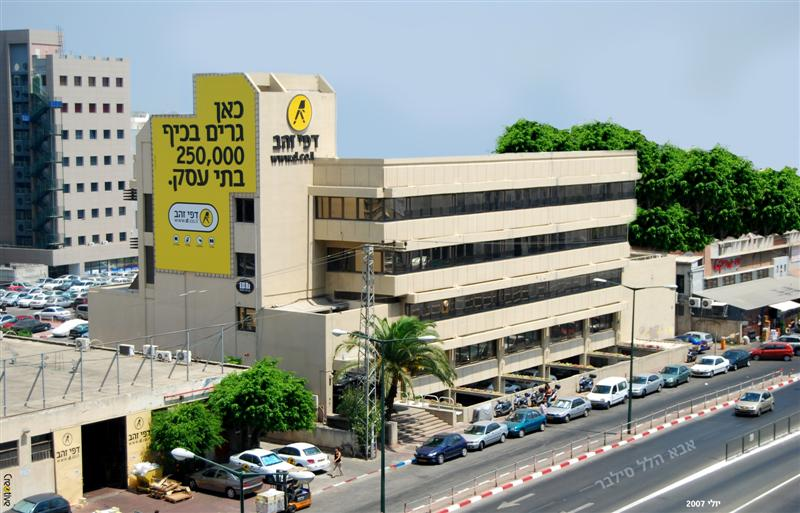
Izraelská pobočka Yellow Pages דפי זהב (Zlaté stránky)

Telefonních seznamů existuje několik druhů.
- Osobní
  - Tento typ seznamů si vede téměř každý uživatel telefonu, aby měl rychle k dispozici telefonní čísla svých blízkých.
- Pracovní
  - Zpravidla seznam obchodních partnerů, dodavatelů a klientů.
- Jmenný
  - Vydává jej zpravidla telefonní společnost, obvykle bývá řazen abecedně, případně podle adresy. Bývá označován též jako „bílé stránky“.
- Reklamní
  - Obsahuje seznam firem a dalších institucí, slouží pro vyhledávání služeb. Bývá označován jako „žluté stránky“ (v Česku (nebo např. i v Izraeli) „zlaté stránky“).
- Uživatelský
  - Je tvořen komunitou na principu vzájemné pomoci. Lidé sdělují zpravidla své poznatky o určitých telefonních číslech, ať kladné či záporné, a zveřejňují je na internetu.

## Druhy seznamů

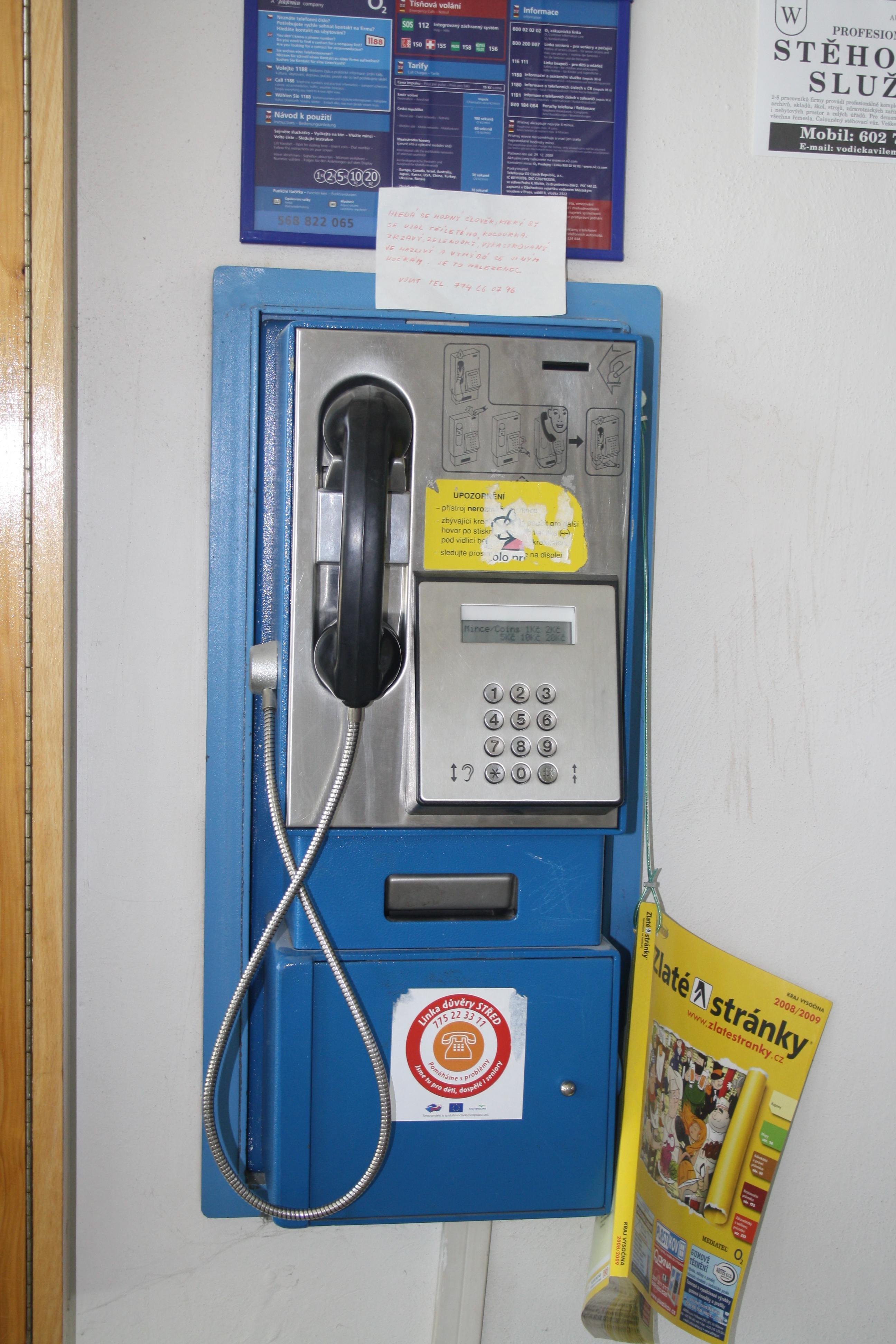
Zlaté stránky u telefonního automatu

Ačkoli dříve byly všechny telefonní seznamy v papírovém vydání (ať už se jednalo o zápisník s kontakty, či o klasické vydání „zlatých stránek“), později CD-ROM, dnes je drtivá většina telefonních seznamů v elektronické podobě – ať už v podobě seznamu uloženého na mobilním telefonu, PDA, osobním počítači či na některém z webových seznamů jako např. Zlaté stránky. Obzvláště v prostředí osobních počítačů jsou v oblibě programy na zálohování důležitých kontaktů a telefonních čísel.
Někteří mobilní operátoři umožňují volitelné uveřejnění telefonního čísla ve veřejném telefonním seznamu.

## Reverzní telefonní seznam
Reverzní (obrácená) varianta telefonního seznamu vyhledává informace podle telefonního čísla, nikoliv jména. Známe-li telefonní číslo, můžeme identifikovat jeho majitele.

## Uživatelské seznamy telefonních čísel
Díky rozmachu moderních technologií jsou uživatelé telefonu velmi často vystavováni telefonátům od neznámých telefonních čísel, zejména telemarketingových agentur a nejrůznějších zprostředkovatelů. Z tohoto důvodu vznikly webové stránky jako volami.cz nebo Kdo to volá, na které lidé píší své zkušenosti s danými čísly a názory na ně. To umožňuje v mnoha případech odhalit identitu volajícího či dozvědět se o nekalých podvodních praktikách s ním spojeným ještě před přijetím příchozího hovoru.

## V Českých zemích
Jako první telefonní seznam v Českých zemích se uvádí Abecední seznam dosud ohlášených P. T. abonentů pro ústřední síť telefonickou z 1. července 1883, který měl 8 či 9 stran.
V České republice byly vydávány Zlaté stránky (společností Mediatel).